# Dermanura tolteca
Dermanura tolteca is een zoogdier uit de familie van de bladneusvleermuizen van de Nieuwe Wereld (Phyllostomidae). De wetenschappelijke naam van de soort werd voor het eerst geldig gepubliceerd door Saussure in 1860.

## Voorkomen
De soort komt voor in Belize, Colombia, Costa Rica, El Salvador, Guatemala, Honduras, Mexico, Nicaragua en Panama.